# Tunera
Tunera je majhen nenaseljen otoček s svetilnikom, ki leži na koncu Barbatskega kanala pred mestom Rab v Kvarnerju (Hrvaška).